# Portico di Filippo

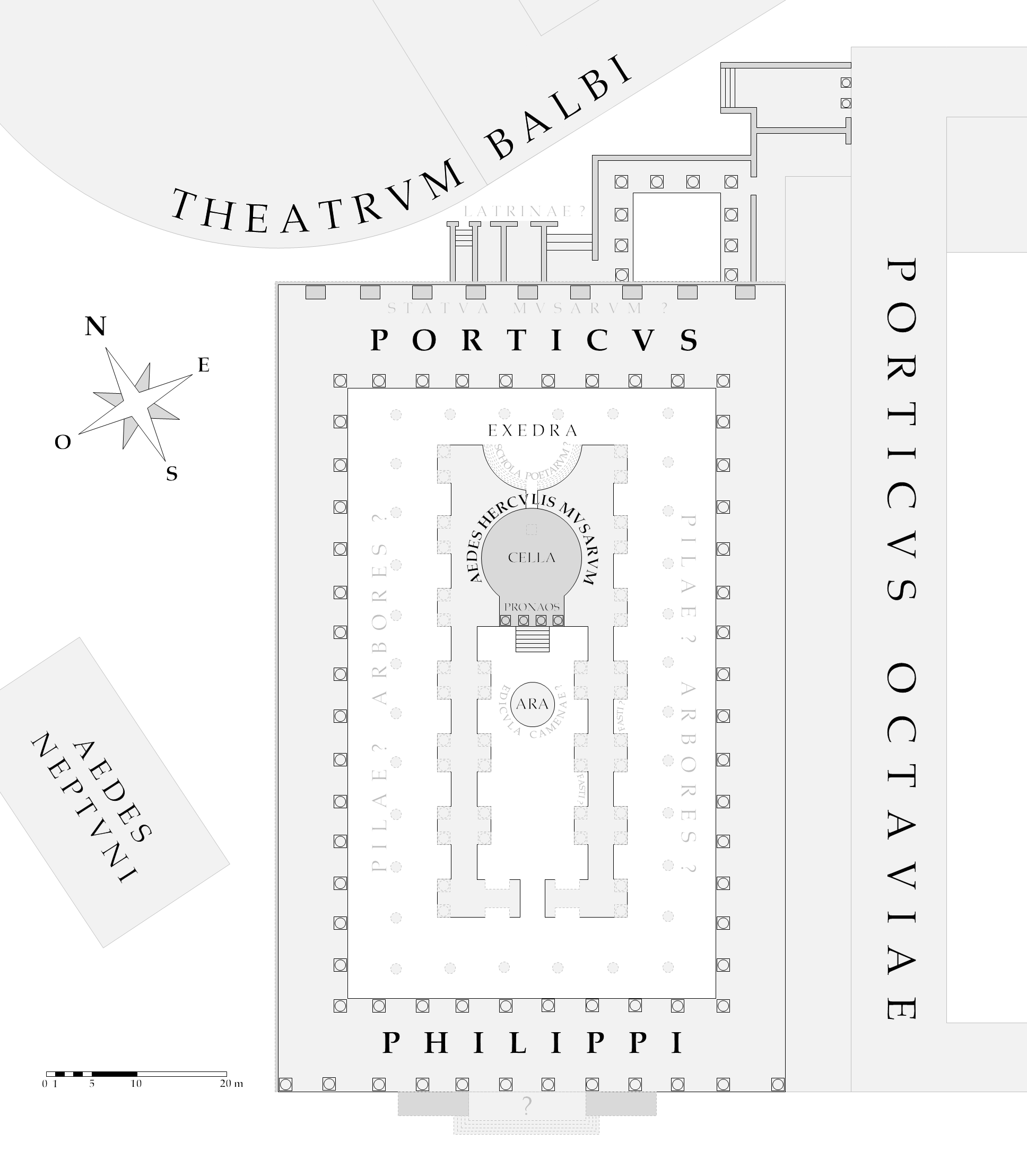
Pianta del portico di Filippo

Il portico di Filippo (in latino Porticus Philippi) era un portico dell'antica Roma, situato nella Regio IX Circus Flaminius. Di esso non si conserva nulla.
Nel 29 a.C., Lucio Marcio Filippo, il patrigno di Augusto, restaurò il tempio di Ercole delle Muse e costruì attorno ad esso un quadriportico.
È rappresentato sulla Forma Urbis Severiana (frammento 33).
Le fonti riportano che vi si conservavano famose opere pittoriche e vi si trovavano numerose botteghe di parrucchieri.
| Planimetria del Campo Marzio meridionale |
| --- |
| Tevere Navalia Circus Flaminius Teatro di Marcello T. di Diana T. della Pietà T. di Giano T. di Giunone T. di Spes Tempio di Bellona Tempio di Apollo Sosiano Tempio di Giove Statore Tempio di Giunone Regina Portico d'Ottavia Portico di Filippo T. d'Ercole Portico d'Ottavio Teatro di Balbo Crypta Balbi Portico di Minucio T. delle Ninfe Diribitorium T. di Giuturna T. della Fortuna T. di Feronia T. dei Lari Permarini Curia di Pompeo Portico di Pompeo Teatro di Pompeo Tempio di Venere Vincitrice Templi di Marte e Nettuno Santuario di Ercole Magnus Custos Tempio di Castore e Polluce Ponte Fabricio Isola Tiberina Porticus Maximae T. di Vulcano Porticus Divorum Villa Publica Hecatostylum T. della Fortuna equestre Anfiteatro di Statilio Tauro (?) |